# Desert Demolition
Desert Demolition Starring Road Runner and Wile E. Coyote è un videogioco a piattaforme sviluppato da BlueSky Software e pubblicato nel 1995 da SEGA per Sega Mega Drive.

## Modalità di gioco
Nel gioco è possibile impersonare sia Beep Beep che Wile E. Coyote.